# Metrioptera
Genre
Metrioptera est un genre de sauterelles de la famille des Tettigoniidae.

## Distribution
Les espèces de ce genre se rencontrent en Europe, au Afrique du Nord, en Asie et en Océanie. 

## Liste des espèces et sous-espèces
Selon Orthoptera Species File (16 mars 2014) :
- Metrioptera ambigua Pfau, 1986
- Metrioptera brachyptera (Linnaeus, 1761) -- la decticelle des bruyères

- synonymes : M. alpinus Fieber, 1853 ; M. insignita Bey-Bienko, 1926 ; M. raia (Burr, 1899) ; M. tibialis (Fischer von Waldheim, 1846)
- Metrioptera buyssoni (Saulcy, 1887)
- Metrioptera caprai Baccetti, 1956
  - sous-espèce M. c. baccettii Galvagni, 1959
  - sous-espèce M. c. caprai Baccetti, 1956
  - sous-espèce M. c. galvagnii Baccetti, 1963
  - sous-espèce M. c. lagrecai Baccetti, 1959
- Metrioptera himalayana Ramme, 1933
- Metrioptera hoermanni (Werner, 1906)

- synonymes : M. hörmanni (Werner, 1906) ; M. montenegrina Ramme, 1933
- Metrioptera karnyana Uvarov, 1924
- Metrioptera maritima Olmo-Vidal, 1992
- Metrioptera oporina (Bolívar, 1887)
- Metrioptera prenjica (Burr, 1899)
- Metrioptera saussuriana (Frey-Gessner, 1872) -- la decticelle des alpages

- synonyme : M. noui (Saulcy, 1887)
- Metrioptera tsirojanni Harz & Pfau, 1983